# Parque Nacional Iriomote-Ishigaki
Parque Nacional Iriomote-Ishigaki (西表石垣国立公園, Iriomote-Ishigaki Kokuritsu Kōen) é um parque nacional na prefeitura de Okinawa, Japão. Situa-se nas ilhas Yaeyama no Mar da China Oriental.

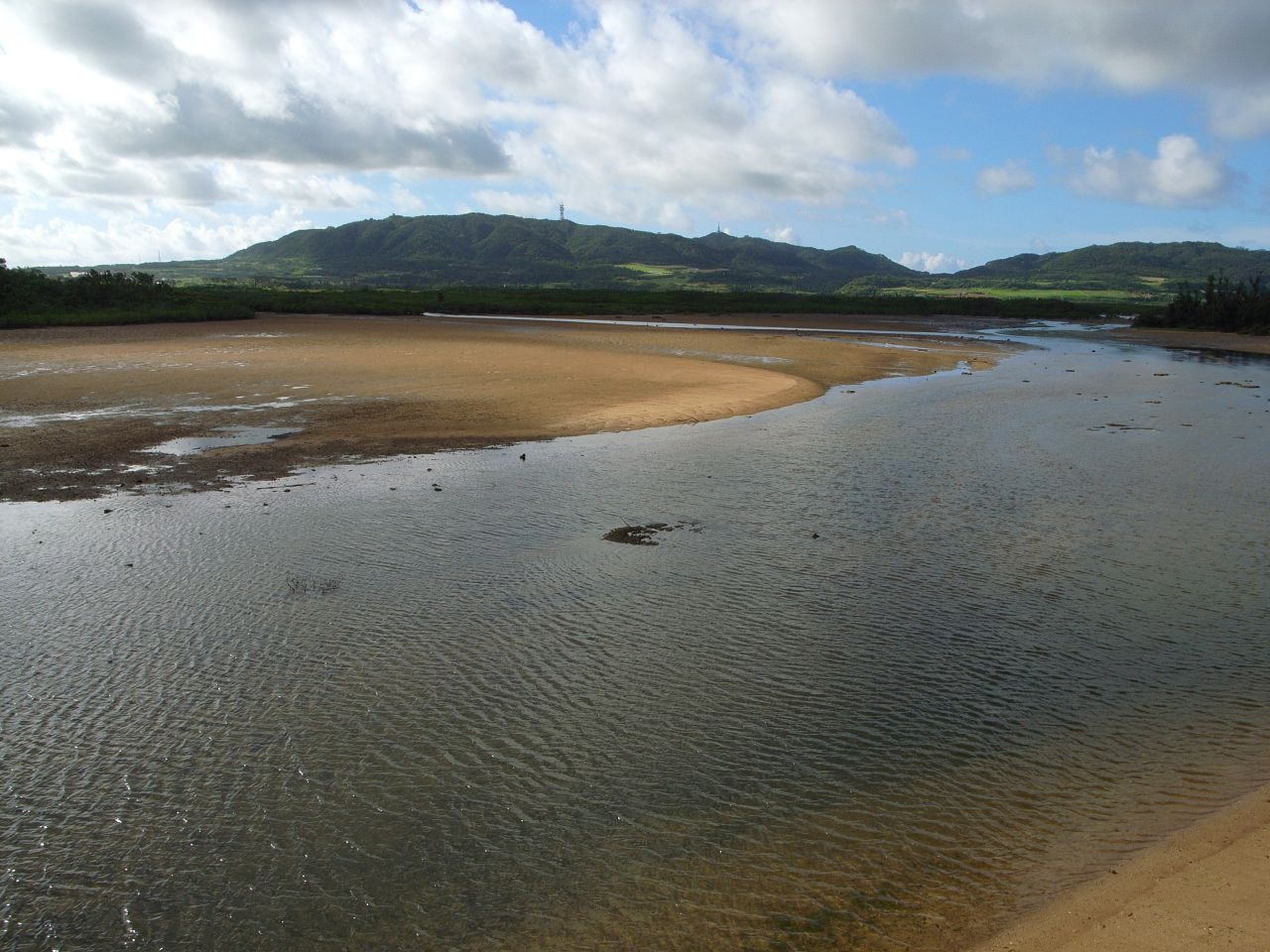
Paisagem do Parque Nacional Iriomote-Ishigaki

O parque foi fundado em 1972 como Parque Nacional Iriomote (西表国立公園) e incluía as ilhas de Iriomote, Kohama, Kuro e Taketomi. Em agosto de 2007 a área protegida foi estendida para incluir a ilha Ishigaki.
O parque é famoso como habitat do gato-de-iriomote (Prionailurus iriomotensis).